# 蛍 (Hilcrhymeの曲)
「蛍」（ほたる）は、日本のヒップホップユニット・Hilcrhymeの通算10枚目のシングル。2012年6月27日にユニバーサルJから発売された。

## 概要
- 「ハッピーMusic」POWER PLAY のテーマとなっている。
- 初回限定版のみ、『蛍』のMVを収録したDVDがつく。

## 収録曲
1. 蛍（作詞：TOC、作曲：TOC & DJ KATSU、編曲：DJ KATSU）　（5：01）
2. LIFE IS GOOD（作詞：TOC、作曲：TOC & DJ KATSU、編曲：DJ KATSU）　（3：37）
3. 蛍 -KARAOKE ver.-（作詞：TOC、作曲：TOC & DJ KATSU、編曲：DJ KATSU）　（5：02）